# Паньяни, Лола
Лола Паньяни (полное имя итал. Anna Lola Pagnani Stavros, 3 апреля 1972, Рим) — итальянская актриса, дочь писателя и сценариста Энцо Паньяни и стилиста Гилды Ланте.

## Биография
До окончания школы занималась современным танцем в Париже, после чего была принята в состав американского театра танца «Момикс» и участвовала в его мировом турне. Как танцовщица сотрудничала с канадским Цирком дю солей. Затем работала в Мюнхене, в Баварской опере, где танцевала в оперных спектаклях режиссёра Лины Вертмюллер и дирижёра Джузеппе Синополи.
Переехав в Нью-Йорк, сначала занималась современным танцем в школе Театра танца Алвина Эйли, затем стала брать уроки актёрского мастерства в en:HB Studio. Вернувшись в Италию, работала с такими деятелями театра и кино как Этторе Скола, Джулио Базе, Лина Вертмюллер, играла в проектах Спайка Ли, Джона Туртурро и Абеля Феррары. Также работала с Энрико Монтесано, Марко Колумбро, Барбарой де Росси, Энрико Бриньяно, Нино Манфреди, Витторио Гассманом и Шелли Уинтерс, которая пригласила её на учёбу в актёрской студии в Лос-Анджелесе.
Участвовала в нескольких программах международной телевизионной службы итальянского телеканала Rai International в Нью-Йорке, вела программу PoP Italia и сотрудничала с журналом Associazione Via Condotti.
С 2007 года участвовала в съёмках документального фильма продюсера и режиссёра Мелиссы Балин «Женщины в поиске правосудия», посвящённого историям о несправедливости и нарушениях закона в разных странах.
Кроме итальянского свободно разговаривает на французском, испанском и английском языках.

## Фильмография

### Кино
- 1995 — итал. Trafitti da un raggio di sole
- 1996 — итал. Polvere di Napoli, итал. Ninfa plebea
- 1999 — «Фердинанд и Каролина», «Бомба»
- 2002 — «Воскресный обед»
- 2003 — «Люди Рима»
- 2007 — «Женщины, ищущие правосудия»

### Телевидение
- 1995 — итал. Pazza famiglia
- 1998 — Эсмеральда, «Комиссар Раймонди»; итал. Anni 50
- 2000 — итал. La squadra
- 2001 — Роберта Кантоне, «Место под солнцем»; «Франческа и Нунциата»
- 2005 — «Карабинеры», итал. Un ciclone in famiglia 2
- 2006 — итал. Donne sbagliate; Мария Розария, «Капри»

### Театр
- 1996 — итал. Vergine Regina
- 1997 — итал. Anatra all'arancia